# Картино (Московская область)
Картино — деревня в Ленинском городском округе Московской области России.

## Расположение
Деревня Картино находится примерно в 8 км к северо-востоку от центра города Видное. Ближайший населённый пункт — деревня Ащерино.

## История
Название, предположительно, произошло от некалендарного личного имени Карта.
В XIX веке деревня Картино входила в состав Островской волости Подольского уезда. В 1899 году в деревне проживало 367 человек.
До 2006 года деревня входила в Картинский сельский округ Ленинского района, а с 2006 до 2019 года в рамках организации местного самоуправления включалась в Развилковское сельское поселение Ленинского муниципального района.
С 2019 года входит в Ленинский городской округ.

## Население
| 2002 | 2006 | 2010 |
| ---- | ---- | ---- |
| 113  | ↗120 | ↗183 |

Согласно Всероссийской переписи, в 2002 году в деревне проживало 113 человек (51 мужчина и 62 женщины). По данным на 2005 год в деревне проживало 120 человек.
| 2002 | 2006 | 2010 |
| ---- | ---- | ---- |
| 113  | ↗120 | ↗183 |